# Reforma de Lázaro Cárdenas
Reforma de Lázaro Cárdenas är en ort i Mexiko.   Den ligger i kommunen Arcelia och delstaten Guerrero, i den södra delen av landet, 180 km sydväst om huvudstaden Mexico City. Reforma de Lázaro Cárdenas ligger 418 meter över havet och antalet invånare är 612.
Terrängen runt Reforma de Lázaro Cárdenas är kuperad åt sydost, men åt nordväst är den platt. Runt Reforma de Lázaro Cárdenas är det ganska glesbefolkat, med 38 invånare per kvadratkilometer. Närmaste större samhälle är Arcelia, 2,8 km norr om Reforma de Lázaro Cárdenas. I omgivningarna runt Reforma de Lázaro Cárdenas växer huvudsakligen savannskog.